# Asača
L'Asača (in russo Асача?) è un vulcano complesso situato nella Kamčatka meridionale.